# Eufemiano Fuentes Díaz
Eufemiano Fuentes Díaz (Las Palmas, 1911-2 de junio de 1976) fue un empresario y político canario. Su secuestro y asesinato en 1976 alteró a la sociedad canaria en los primeros años de la Transición. 

## Biografía
Nacido en Las Palmas en 1911, era hijo de Eufemiano Fuentes Cabrera, industrial fundador de la empresa tabacalera canaria comercializadora de las marcas Kruger, Condal, Vencedor, La Distinguida y La Favorita. Perteneció a la élite social y económica canaria (llamada, coloquialmente, como caciques) y cursó sus estudios en Inglaterra. 
Cuando estalló la guerra civil española era afiliado a la Falange Española y formó parte de las Brigadas del Amanecer, que hizo saca de presos en la playa de las Canteras.
Heredó los negocios familiares a la muerte de su padre en 1949. Aficionado al fútbol, en 1949 fundó la Unión Deportiva Las Palmas, de la que fue presidente de 1950 a 1955, y promovió la construcción del Estadio Insular. Su foto entre el material que recorre la historia de la UD Las Palmas ha pedido ser eliminada por los partidos canarios nacionalistas por la Ley de Memoria Histórica, por sus crímenes y por ser afiliado de la Falange.

## Secuestro y muerte
A las 4:30 de la madrugada del 2 de junio de 1976 fue secuestrado en su chalet Las Meleguinas, barrio de Santa Brígida, por un individuo encapuchado que penetró en su dormitorio y le ordenó que le siguiera. Testigos oculares afirmaron haberles visto ambos encaminarse en el Cadillac de Eufemiano Fuentes hacia un lugar indeterminado del norte de la isla de Gran Canaria. El secuestrador dejó en la casa de su víctima una nota en la que se solicitaba a sus familiares la cantidad de 90 millones de pesetas por el rescate. Según la hija de Eufemiano Fuentes, en varias llamadas de teléfono, el secuestrador se identificó como rojo 13 MPAIAC y hablaba con acento canario como si fuera de Sáhara . 
Durante la fallida entrega del rescate cerca del cementerio de San Lázaro, el secuestrador ametralló a los policías, resultando herido uno de ellos. El 22 de septiembre de 1976 fue tiroteado en Somosierra Bartolomé García, estudiante a quienes los policías afirmaron confundir con El Rubio, en un suceso que movilizó a la sociedad de Tenerife en rechazo a la violencia policial.
Sus restos mutilados fueron encontrados el 6 de octubre en un pozo de La Dehesa, en Tenoya (municipio de Arucas/Arehucas). Fue identificado inicialmente por la familia gracias a un pedazo del pijama de Fuentes y confirmado por las radiografías de su dentista de Barcelona. El 26 de octubre fue tiroteado en Arucas durante las labores de búsqueda el policía Manuel Rey Mariño, quien se le concedió, a título póstumo, la Medalla de Oro al Mérito Policial.
Finalmente crimen no fue atribuido a los grupos terroristas canarios del MPAIAC, sino únicamente a Ángel Cabrera Batista ``el Rubio´´, un conocido delincuente de la zona que contaba con el apoyo de la izquierda nacionalista canaria.
Rubio logró escapar del asedio policial con la ayuda del MPAIAC y, tras residir en Argelia, en 1989 se entregó a la policía en Las Palmas. Su hermano Roberto fue detenido y juzgado en 1980 por presunta complicidad, pero fue absuelto y desapareció misteriosamente poco después.
En 1990 fue condenado por el asesinato de Fuentes pero absuelto del de Rey Mariño. Durante su condena su hermetismo resultó llamativo. Falleció de cáncer 2005 poco después de haber sido puesto en libertad por motivos humanitarios.